# Cvrčovice (Zdounky)
Cvrčovice jsou malá moravská vesnice v severozápadní části Zlínského kraje v okrese Kroměříž, spadající pod obec Zdounky. Leží asi 12 km jihozápadně od Kroměříže. Trvale zde žije asi 142 obyvatel a celkem je zde kolem 72 obydlí.

## Geografie
Cvrčovice se nachází na úpatí Chřibů. Vesnicí protéká potok zvaný Cvrčovský. Katastrální území obce má rozlohu 4,83 km2. Jednotlivé části vesnice mají svá označení: Dědina, Rybníčky, Kašnice, Humna.

## Historie
Název obce je odvozený nejspíše od osobního jména Svrš. V pramenech lze nalézt varianty Svršovice, Svrčovice, Czwertschowitze, Czwrtcschowitz nebo Čorčowitz, v německém nepřesném překladu Grillendorf, až po současnou podobu Cvrčovice.
V blízkosti Cvrčovic byla objevena pravěká sídliště. Její bezprostřední okolí bylo osídleno již v době paleolitu, čemuž odpovídají nálezy výrobků a odpadu z pazourku. Nálezy v této oblasti náleží k nejbohatším ve střední Evropě.
První písemná zmínka o Cvrčovicích pochází z roku 1412, kdy markrabě Jošt prodával zdounecké zboží Jakoubkovi Konečkovi z Prus. Společně se Zdounkami byly prodávány vesnice Světlá, Cvrčovice, Soběsuky a Újezdec včetně všeho příslušenství. Od tohoto roku jsou Cvrčovice neustále spojeny se Zdounkami. Další zmínky jsou z roku 1446, kdy Vojtěch z Bojanovic pohnal k soudu Jana Mecha z Vitčic a z Cvrčovic ze 30 kop, protože držel polovinu čtvrtlánu ve Svrčovicích, i když na něj neměl žádné právo. Další zprávy pocházejí z roku 1481 a 1520.
Nejstarší zástavba se nachází kolem zvonice, za nimi následovaly chalupy. Domky postavené v době, kdy panství držel Antonín Kaschnitz z Weinberga, nesou jeho jméno – Kašnice. Tento místní název se dále vztahuje i na pole rozkládající se nad vesnicí.
Před třicetiletou válkou byly v osadě 3 lány, 2 pololány, 3 čtvrtlány, 12 domů bez rolí a panský šenk. Po třicetileté válce bylo v obci 12 domů pustých a 12 obývaných. V roce 1750, tedy sto let od ukončení války, jsou zmiňováni pouze 2 sedláci, 14 čtvrtláníků, 1775 pak 3 sedláci a 16 čtvrtláníků.
Po vydání robotního patentu v roce 1775 pracovali čtvrtláníci na panském od svátku sv. Jana do svatého Václava potahem celý týden jedním koněm. Od sv. Václava do svatého Jana jednou osobou pěšky nebo jedním koňským potahem tři dny v týdnu. Ve žních dostávali robotníci 3 mázy piva denně, ale museli za to řádně pracovat při otavách i při senách. Zdounecké vrchnosti byly dále odváděny poplatky z kopanic, luk, zahrad a za hlídku, platové slepice, přádlo nebo výdělek z přástku. Cvrčovský mlynář platil 30 zlatých ročně.

## Demografie
| rok            | rok            | 1869 | 1880 | 1890 | 1900 | 1910 | 1921 | 1930 | 1950 | 1961 | 1970 | 1980 | 1991 | 2001 | 2011 | 2021 |
| -------------- | -------------- | ---- | ---- | ---- | ---- | ---- | ---- | ---- | ---- | ---- | ---- | ---- | ---- | ---- | ---- | ---- |
| Počet obyvatel | Počet obyvatel | 277  | 280  | 261  | 282  | 266  | 294  | 272  | 248  | 226  | 203  | 170  | 165  | 162  | 157  | 142  |
| Počet domů     | Počet domů     | 46   | 49   | 50   | 55   | 56   | 57   | 62   | 68   | 64   | 55   | 54   | 67   | 69   | 72   | 72   |

## Zajímavosti

### Mlýn

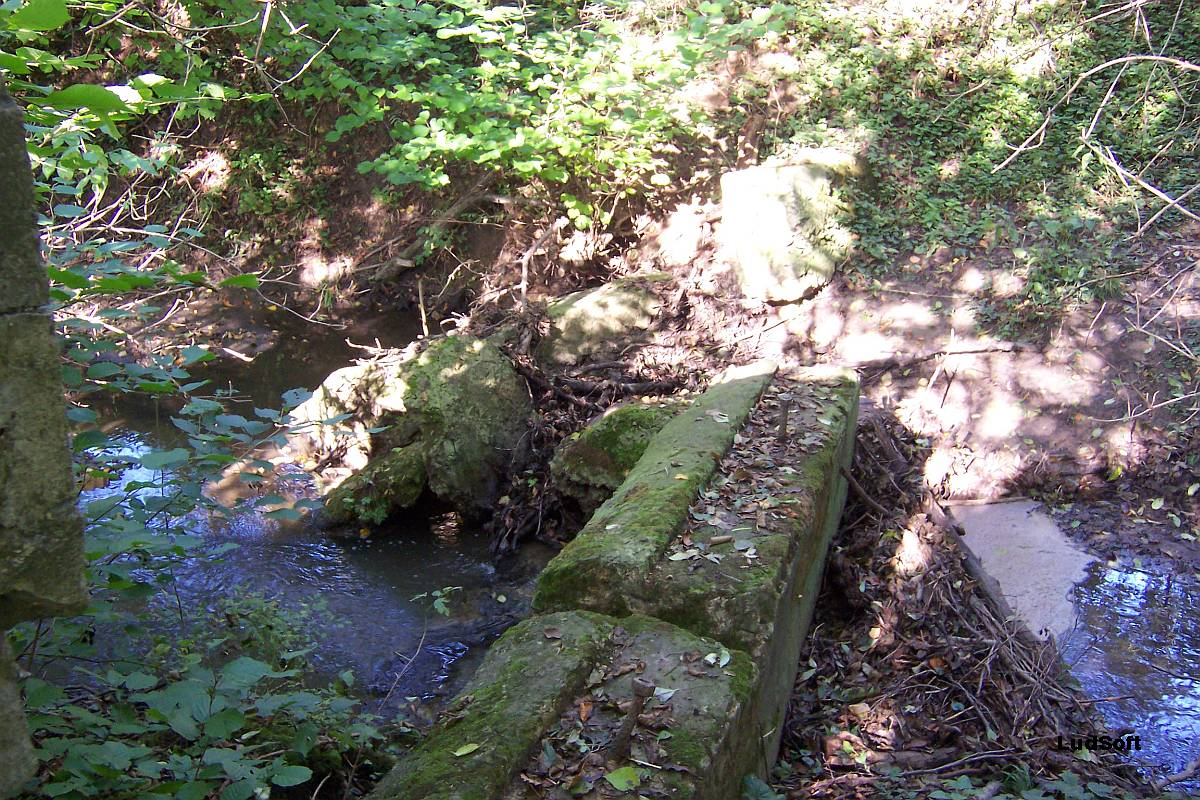
Zbytky starého náhonu pro přívod vody do cvrčovského mlýna

Jedna z prvních zmínek o mlýně pochází z roku 1520 a na tomto místě po stavebních úpravách stojí dodnes, i když už neslouží původnímu účelu. Původně byl poháněn vodním zdrojem, na konci 19. století byl přebudován na parní. Jeho známými nájemci jsou Franz Klemm, který ho spolu s lisovnou oleje propachtoval v roce 1781, pak Wenzl Šponnar, který v roce 1822 provedl regulaci mlýnského náhonu. Wenzl Schuppik, Anton Halla a konečně Franz Stratil a jeho žena Josefa. Manželé Stratilovi mlýn v roce 1870 koupili a jejich rod jej vlastnil až do roku 1937. Eduard Stratil zřídil při mlýně pilu a sklad dřeva, mletí obilí ustoupilo do pozadí. On také provedl elektrifikaci celého objektu. K pohonu použil dynamo a vodu. Posledním provozovatelem mlýna byl Vincenc Vítek. K poslednímu mletí došlo v roce 1952.
Voda do mlýna se přiváděla z Cvrčovského potoka od splavu, přes rybník a dále zbudovaným náhonem. Ze splavu jsou již jen zbytky betonových částí. Rybník býval sídlem žab, divokých kachen a dalších tvorů, do roku 2015 ho však majitel pozemku zavozil odpadem (okna, pneumatiky, odpadky, suť).

### Hrušeň

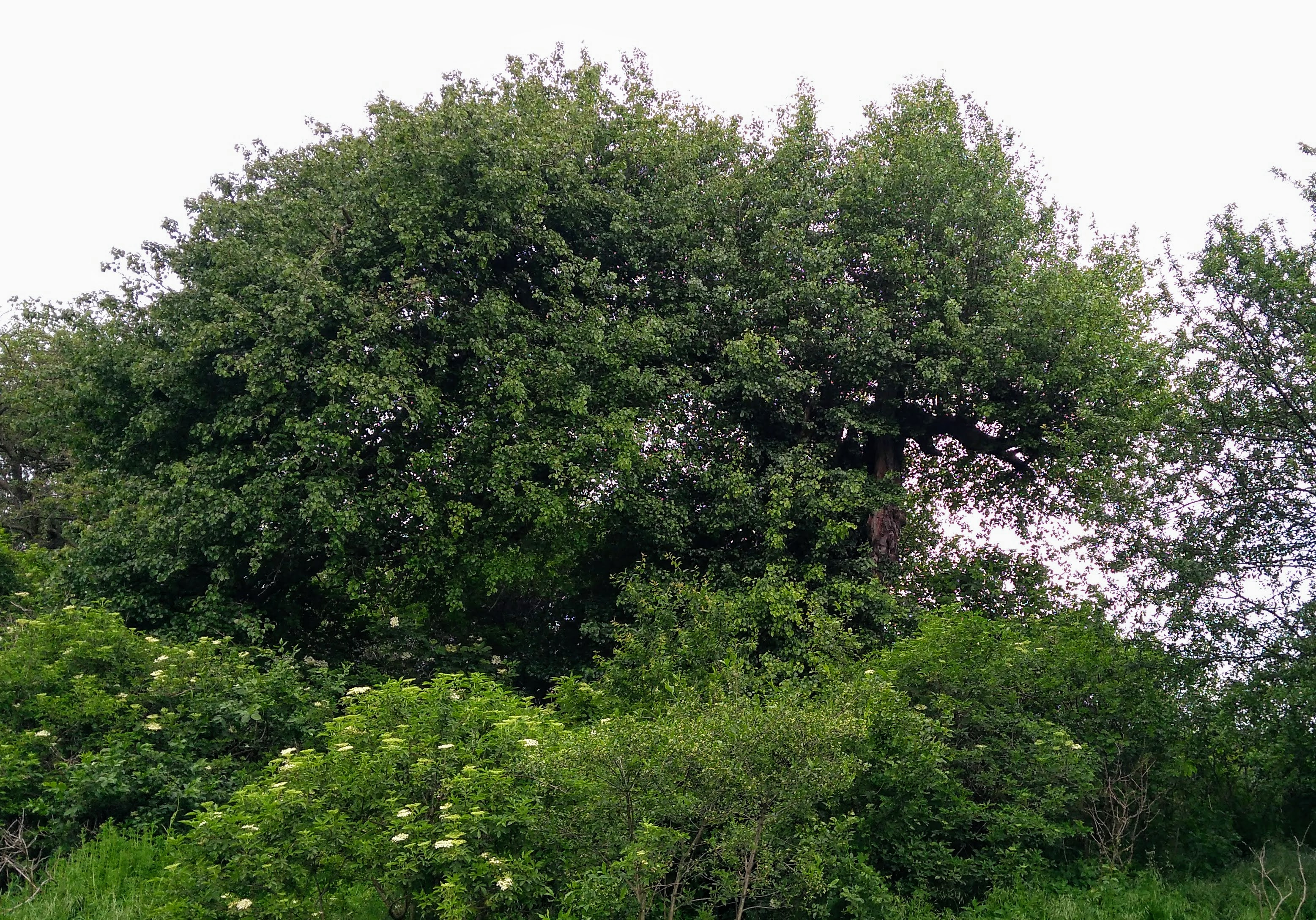
Cvrčovická planá hrušeň

V polích směrem na SZ od obce se v remízku nachází vzácná stará hrušeň zapsaná v Seznamu památných stromů v okrese Kroměříž.

### Včelín

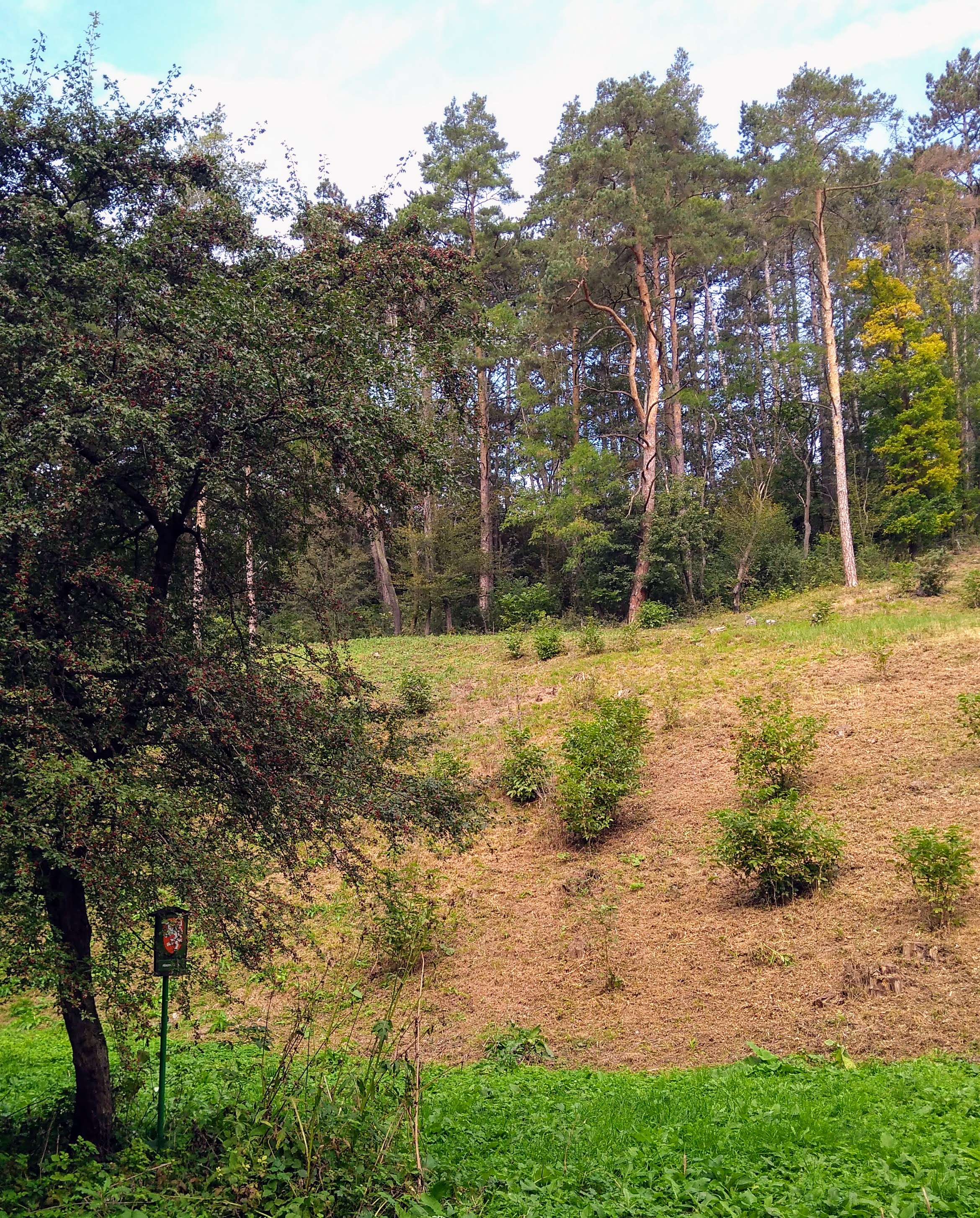
Včelín (přírodní památka)

Nad Cvrčovským potokem, se na jižním svahu rozkládá přírodní památka Včelín zapsaná v Seznamu chráněných území v okrese Kroměříž. Je zde zaznamenán výskyt chráněných druhů rostlin. Název nese právem, protože je zde skutečně umístěn velký včelín.

### Kopec
Název Kopec nese kopec u obce, ležící směrem na JV. Dříve sloužil místním obyvatelům jako sad, kde na jaře krásně kvetly a voněly ovocné stromy, převážně třešně. Travní porost byl udržován pasením dobytka. Kolem roku 2016 se však někteří obyvatelé rozhodli, že stromy dají více užitku v kamnech, tak proběhlo velké "pročištění". I přes tyto zásahy na Kopci stále roste i řada vzácných bylin.

### Škola
Cvrčovice byly původně přiškoleny ke Zdounkám, teprve v roce 1908 byla podána žádost o vyškolení, ta však byla zamítnuta. Ale již v roce 1911 byly vykoupeny pozemky od Jana Kochaníčka a nechaly se vymazat všechny pohledávky, kterými jsou zatíženy. Druhým prodávajícím byl František Rejčoch, který se zavázal k tomu, že pozemky, které budou nadbytečné, odkoupí zpět. Zpráva o plánované stavbě školy byla zveřejněna v Lidových novinách a Pozorovateli. Jejím provedením byl dne 11. června 1913 pověřen kroměřížský stavitel Jan Slaměník a náklady byly odhadnuty na 29 tisíc korun. Plány vypracoval zdounecký stavitel Křižan. Na práce dohlížel jeden člen obecní komise a dne 29. listopadu 1913 byla podána žádost o kolaudaci a vyučování mohlo být zahájeno 1. ledna 1914. Bylo ustaveno místo učitele, učitelky ručních prací a člověka, který pečoval o dopravu kněze na výuku, tuto funkci vykonával František Šafařík.
Další zprávy o výuce existují až z let 1940–1945, kdy byla povinně vedena školní kronika. Tu její pisatel po ukončení války označil za bezcennou, protože ji musel psát v loajálním duchu. Přesto se z ní lze dozvědět, že děti se v roce 1941 zúčastnily akce Každý tisíc chroustů, jejímž cílem bylo zlikvidovat co nejvíce těchto příslušníků hmyzí říše. Celkem jich ve Cvrčovicích padlo 6356. Žáci měli ale příležitost pozorovat jiného, exotického, brouka. Škola získala 0,5 gramu vajíček bource morušového. Mlynář Vítek pěstoval moruše, a tak žáci mohli pozorovat, jak se vytváří hedvábná nit. Hedvábnickému ústavu v Hradci Králové pak odeslali 0,385 kg kokonů, několik jich zůstalo ve škole jako pomůcka při výuce: část byla rozpletena a část ponechána vývinu.
Škola se v obci udržela pouze do roku 1975, kdy byla zdejší jednotřídka zrušena a děti začaly opět docházet do Zdounek. V současné době je budova využívaná ke společenským akcím.

## Spolky

### Svatoboj
Dne 26. prosince 1919 započal svou práci čtenářsko-pěvecký spolek Svatoboj. Zakládajícími členy byli: A. Hanák - správce školy, Ed. Stratil – mlynář, L. Kochaníček, V. Ševčík – starosta obce, A. Tyl, J. Lehkoživ a hostinský J. Barouš. O spolkové činnosti se prakticky nedochovaly vůbec žádné zprávy, jen krátká zmínka v obecní kronice, založené v roce 1922, konkrétně sepsané stanovy a zpráva o likvidaci spolu ze dne 5. srpna 1939.
Účelem spolku bylo vzdělávání jeho členů četbou, zpěvem, pořádáním divadelních představení, naučných přednášek a spolkových zábav. Spolek založil vlastní knihovnu, kde byly jak naučné knihy, tak vzdělávací časopisy. Členové se dělili na čestné a řádné. Řádným byl ten, kdo dosáhl 16 let, měl československé občanství, byl veden jako zachovalý. Měl právo volit výbor, být volen, hlasovat. Platil zápisné 5 Kč a pak příspěvek určený na valné hromadě. Valná hromada se konala v prosinci a byl na ní volen čtyřčlenný výbor. Případné spory členů rozhodoval smírčí soud, který se skládal z jednoho důvěrníka, vybraného z členů spolku, obou sporných stran a předsedy soudu. Proti rozhodnutí se nebylo možné odvolat. V případě nerozhodnosti se losovalo. V případě, že by se spolek rozpadl, mělo jeho jmění připadnout místní škole. Svatoboj definitivně zanikl v roce 1945.

### Další spolky
Kromě Svatoboje existoval ve Cvrčovicích spolek Místní domovina domkářů a malorolníků. Jednalo se o organizaci s celostátní působností, která měla podporovat zemědělské, živnostnické a dělnické podniky.
Obyvatelé Cvrčovic byli také členy spolků a bratrstev při farním kostele Nejsvětější Trojice ve Zdounkách.
V roce 1945 byl založen sbor dobrovolných hasičů. Jeho prvním starostou byl zvolen František Šafařík. V červnu 1946 se konalo slavnostní svěcení motorové stříkačky, která stála 52 tisíc korun. Slavnost byla zahájena polní mší konanou na návsi u kříže sv. Prokopa, patrona obce. Kmotrami stříkačky byly Klára Tesaříková, Ludmila Daňková, Květa Zdražilová, Marie Kochaníčková a Anna Šafaříková. U Tesaříku proběhl slavnostní oběd, na který bylo pozváno představenstvo MNV, zdounecký farář Vojtěch Král, hrabě Hugo Strachwitz a ředitel školy J. Láník. Odpoledne bylo uspořádáno veřejné hasičské cvičení a po něm následovala veselice s hudbou.

## Osobnosti
- Antonín Kaschnitz (1744–1812). Od mládí se věnoval hospodářství, stal se čelným představitelem hospodářských změn v době josefinismu. V roce 1782 se stal ekonomickým správcem moravských královských měst, o čtyři roky později byl za zásluhy povýšen do panského stavu a koupil statek Zdislavice nedaleko Zdounek. V roce 1789 se stal dvorním radou a spolupracoval na patentu, kterým měla byla zrušena robota. Po smrti Josefa II. byl penzionován. Pronajal si zdounecké panství, které v roce 1804 odkoupil za 148 873 rýnských. Na Zdounecku zavedl intenzivní chov ovcí a prodej vlny. Ve Cvrčovicích je od jeho jména odvozen místní název Kašnice (chalupy v horní části obce a pozemky nad nimi). Zdounecký statek už za dva roky prodal hraběnce Lambergové za 450 tisíc rýnských a ponechal si jen Zdislavice.
- Jan Přikryl (1853–1910). Působil jako starosta obce, předseda okresního silničního výboru ve Zdounkách a poslanec Moravského zemského sněmu.
- Irena Svobodová (1901–1980). Narodila se ve Cvrčovicích v rodině mlynáře Eduarda Stratila. V roce 1923 se seznámila s kapitánem čs. armády Ludvíkem Svobodou a provdala se za něj. Pobývali na Podkarpatské Rusi a měli dvě děti: syna Mirka a dceru Zoe. Za první světové války pomáhala s matkou dezertérům z rakouské armády. Za druhé světové války se její muž zapojil do zahraničního odboje na východě (v té době už bydleli v Kroměříži.) Irena se zapojila do domácího odboje. Pomáhala lidem utíkajícím do Polska, spolupracovala s podzemním hnutím katolických kněží, podporovala rodiny zatčených odbojářů. Na podzim 1941 došlo u obce Dřínov na Kroměřížsku k prvnímu výsadku na území Protektorátu. Během jeho přípravy došlo k několika chybám. Parašutisté měli neplatné kontaktní adresy, špatně zamaskovali ukrytý padák, a tím ohrozili úkryt vysílačky. Tu bylo nutné vyzvednout. Přes místní odbojáře se parašutisté dostali k Ireně a do jejího bytu na čas ukryli i vysílačku. Parašutisté byli nakonec prozrazeni a Irena se i s dětmi musela ukrýt nejprve u Velkého Meziříčí, později na Vysočině. Po válce se rodina přestěhovala do Prahy, kde Ludvík Svoboda vykonával funkci ministra obrany a Irena se zapojila do práce Červeného kříže. Během čistek v 50. letech byl Svoboda z funkce odvolán a odešel z politiky. V roce 1968 byl zvolen prezidentem republiky. Jeho žena v roli první dámy podpořila myšlenku SOS vesniček. Manželé také zpřístupnili zahradu v Lánech a nechali zbořit zeď mezi Belvederem a Královskou zahradou. Ludvík a Irena Svobodovi jsou pochováni v rodinné hrobce v Kroměříži.

## Fotogalerie

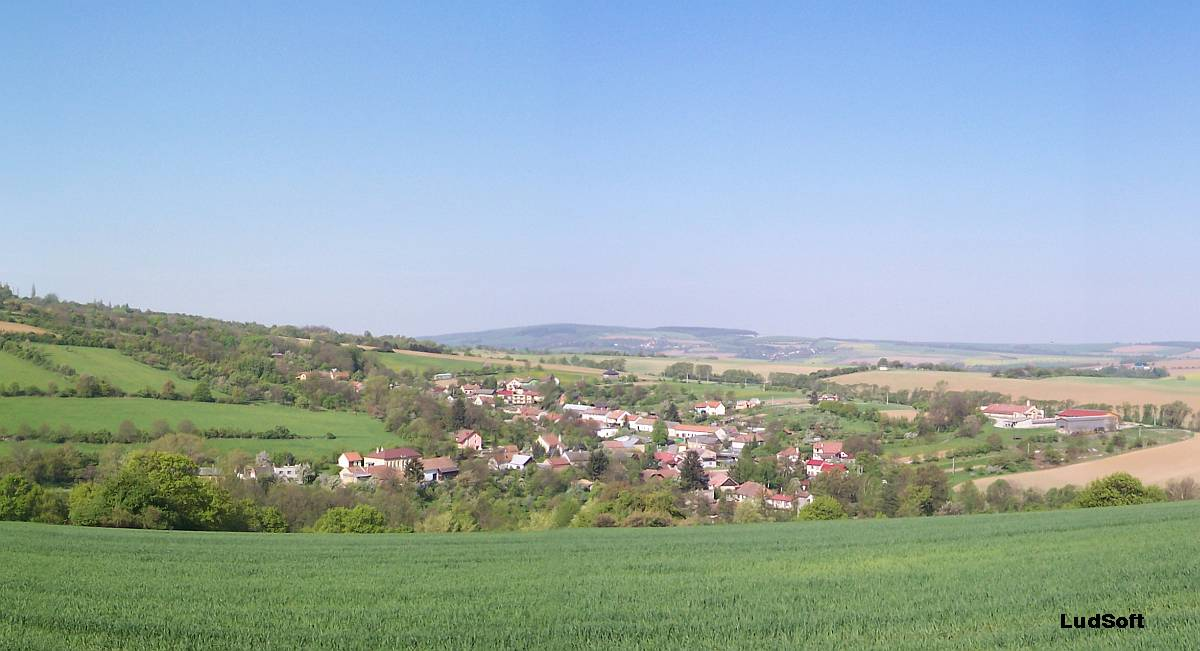
Pohled na Cvrčovice ze SZ, směrem od Milovic
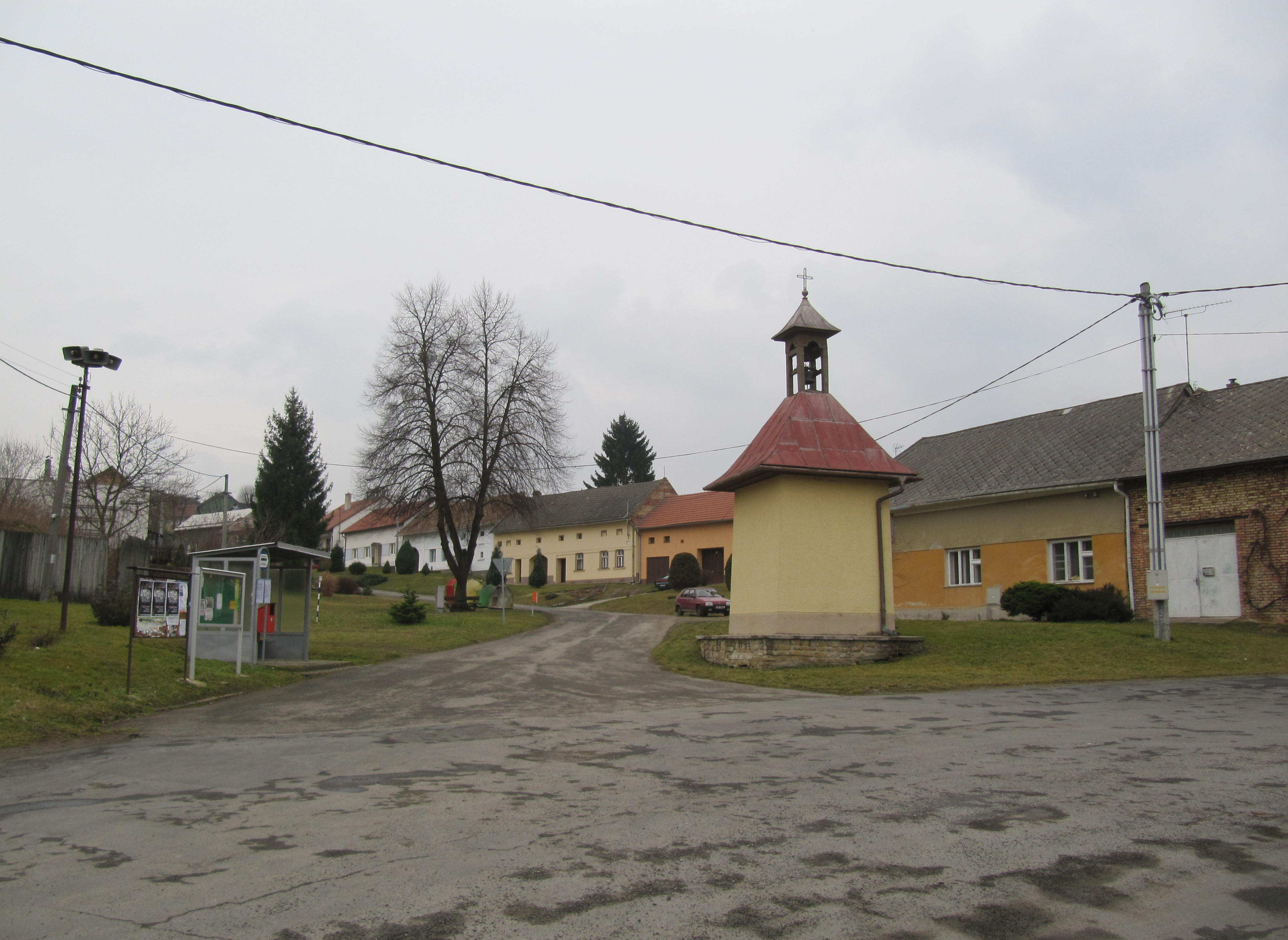
Náves, pohled na zvonici směrem do „dědiny“
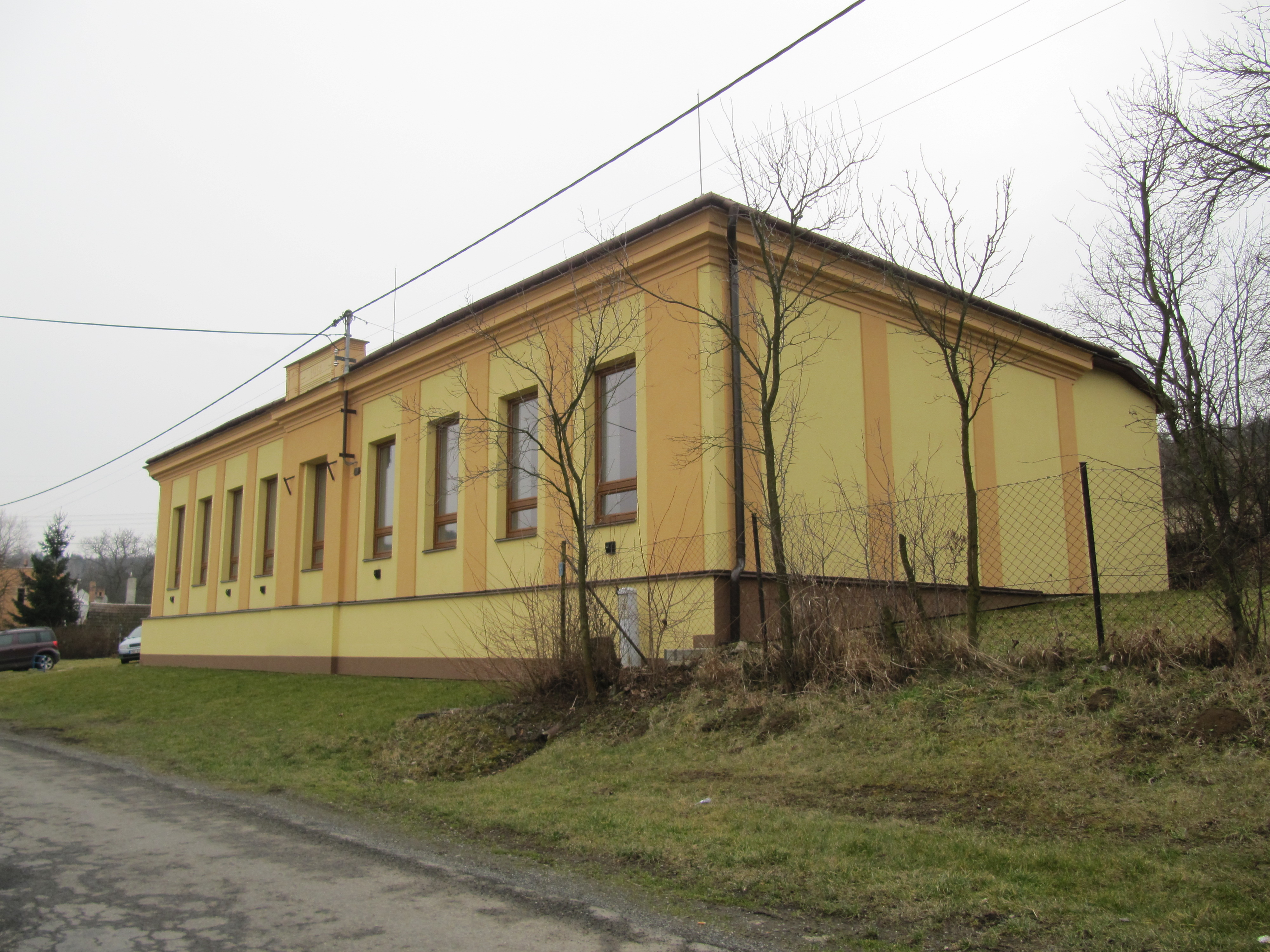
Budova bývalé školy
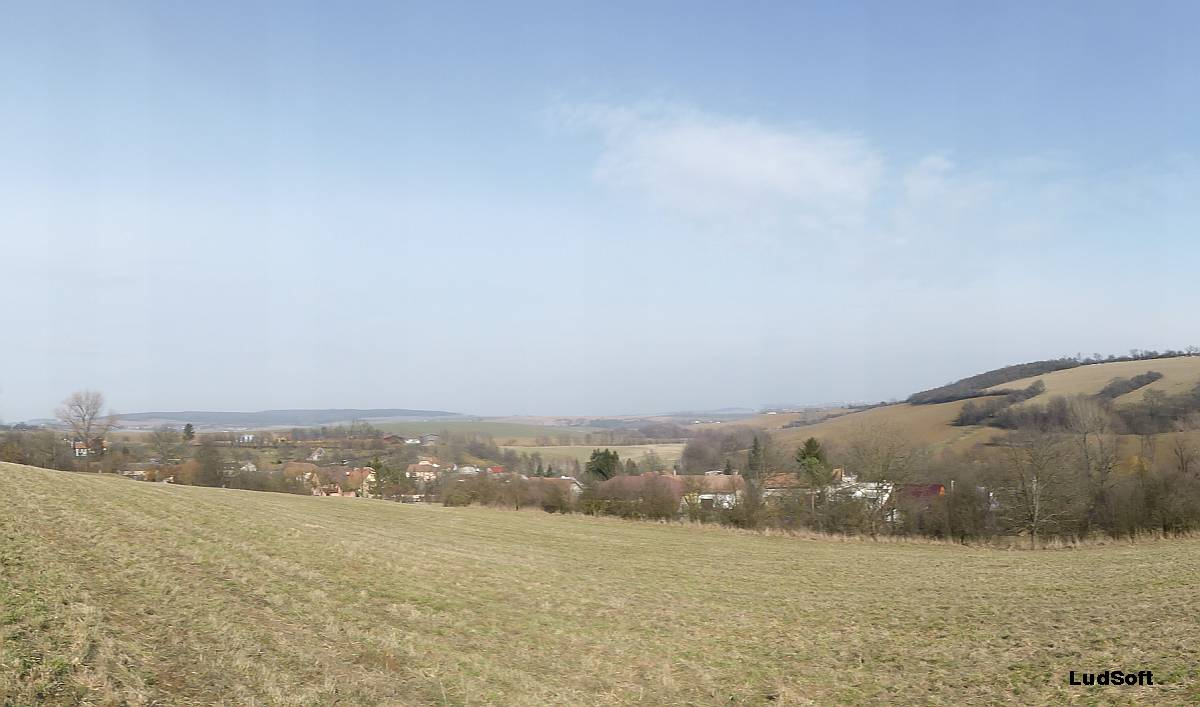
Krajina v okolí Cvrčovic, pohled směrem na Kroměříž
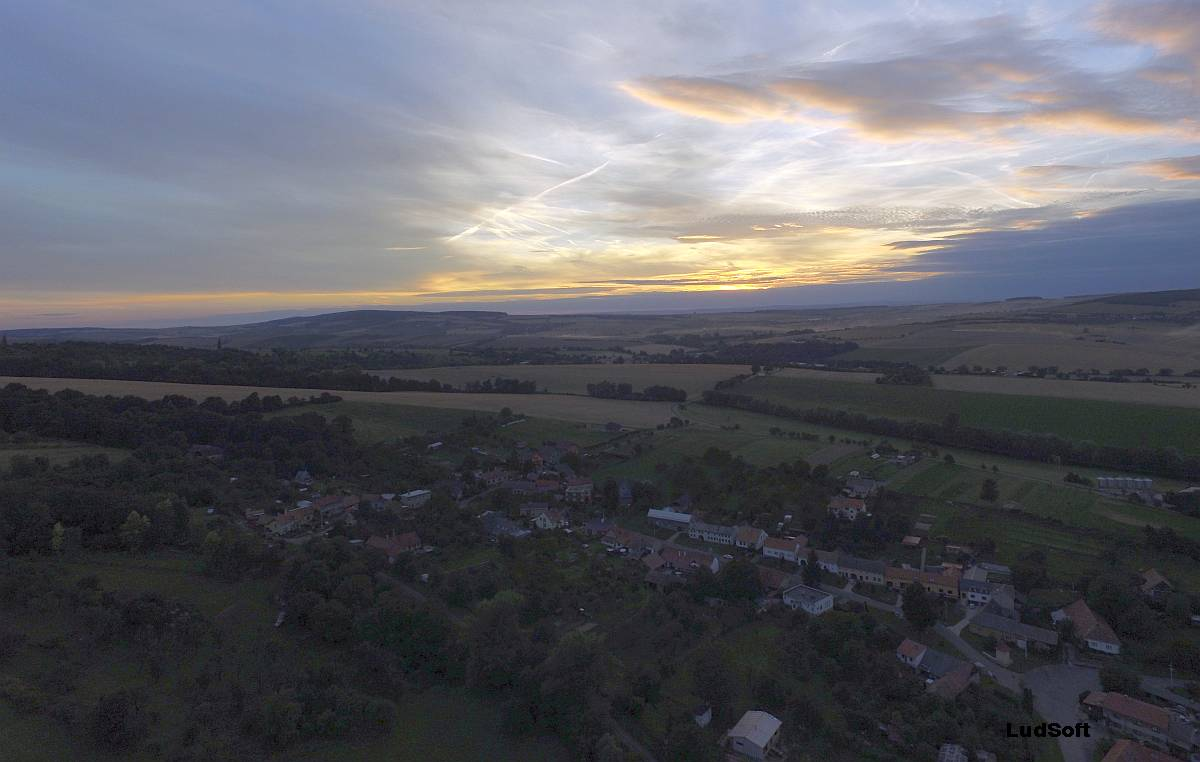
Západ slunce nad Cvrčovicemi z výšky
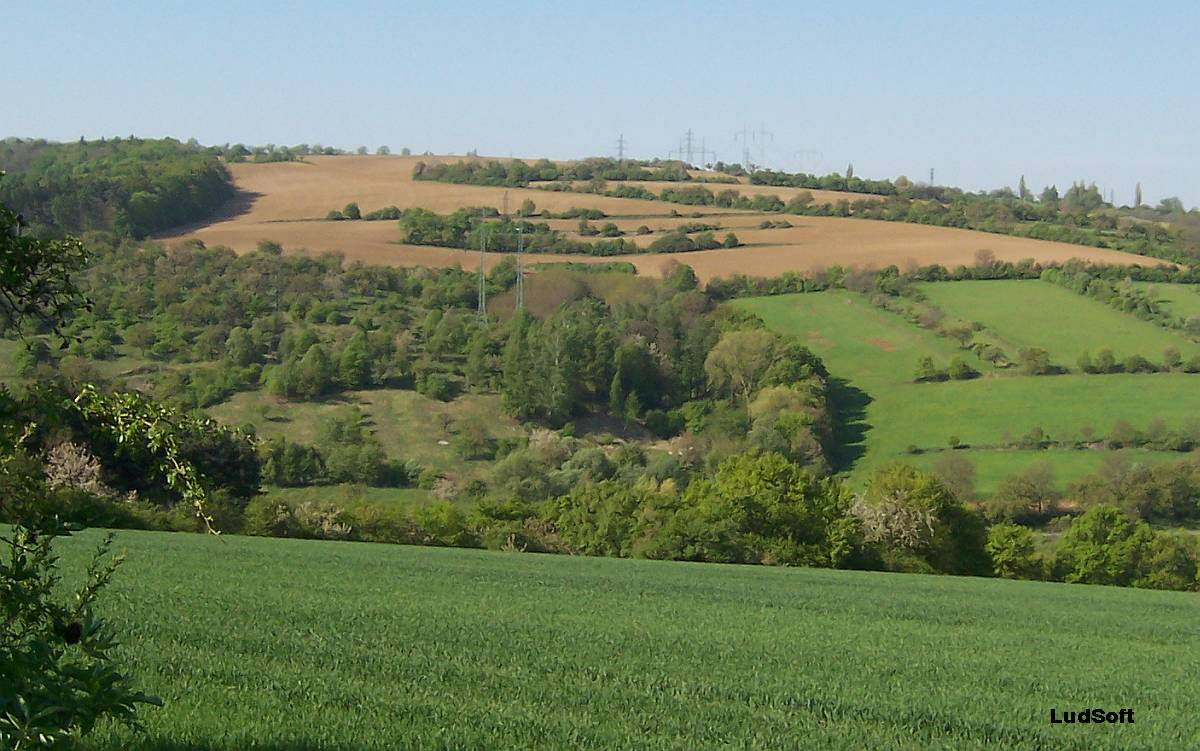
„Cvrčovské Kopec“, dříve osázený ovocnými stromy. Leží SV na úpatí Chřibů
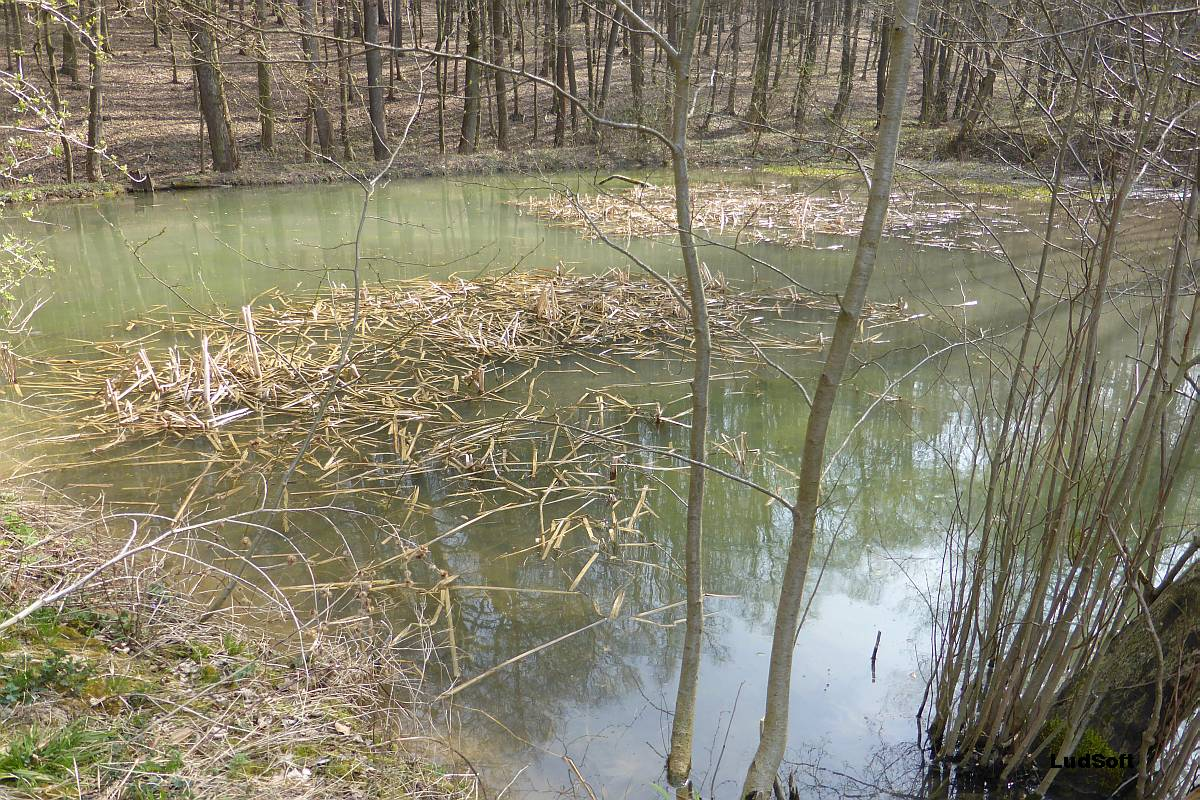
Rybník u lesa, nad bývalým ovčínem
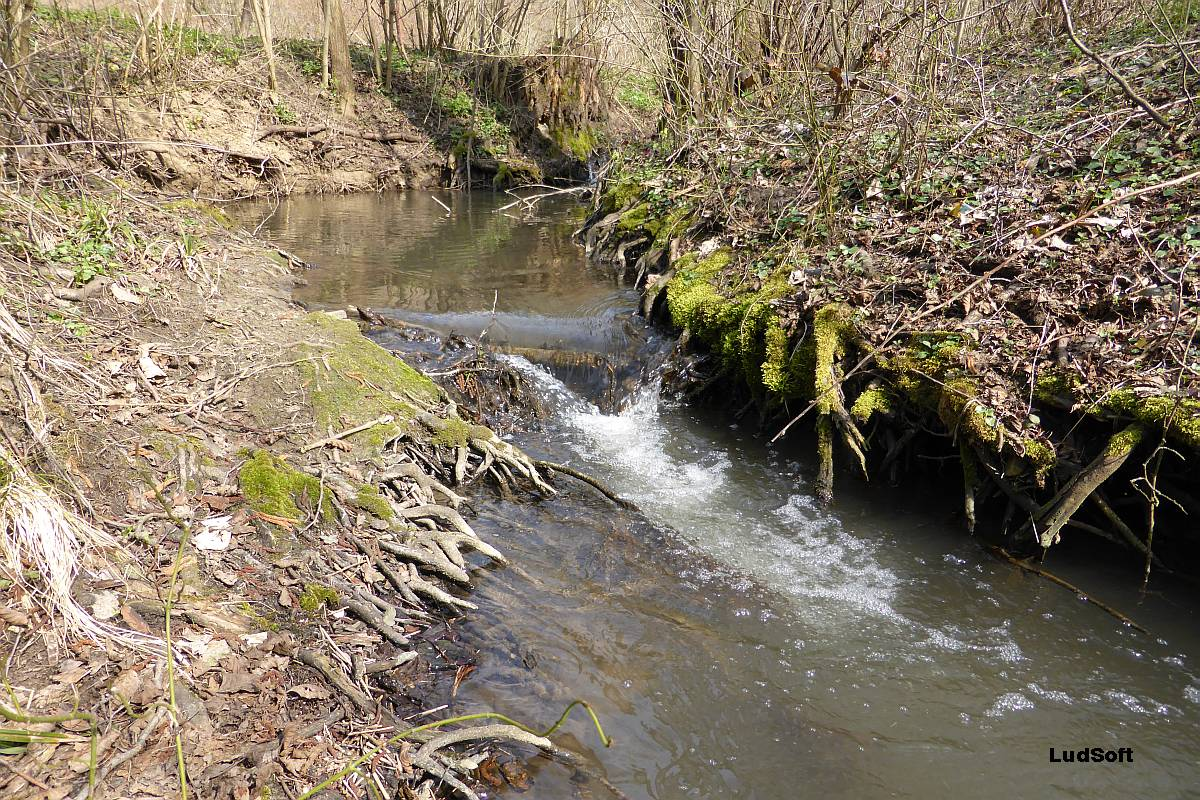
Cvrčovský potok na jaře
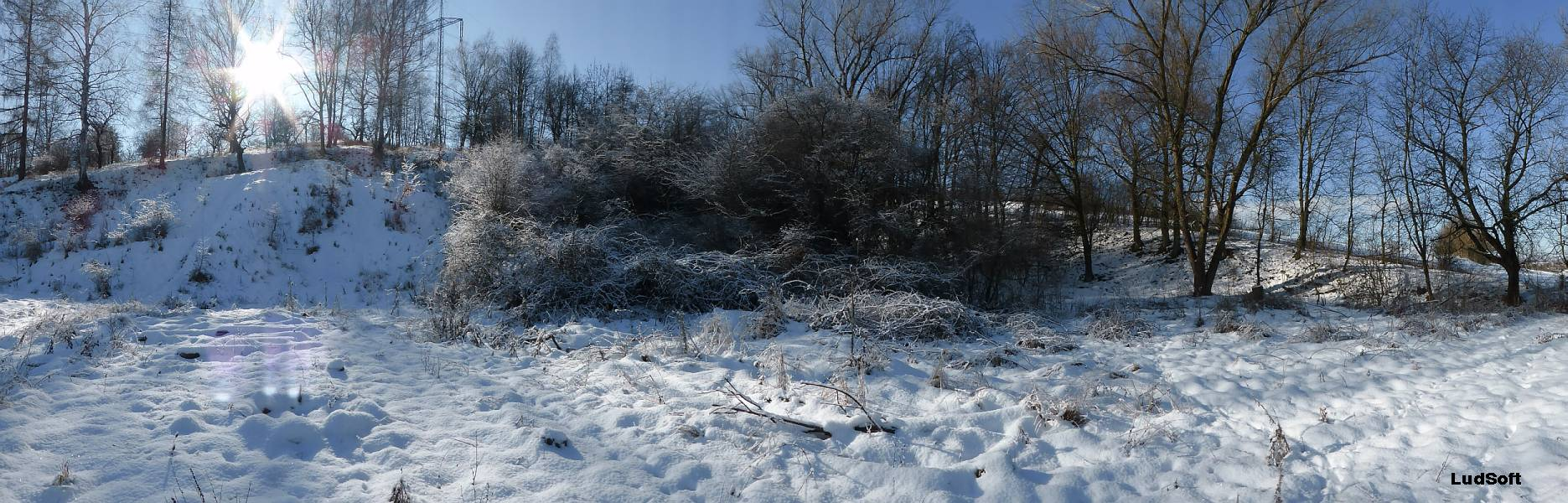
Prostor původního hřiště, zbudovaného na Kopci